# Hour of Mystery
Hour of Mystery è una serie televisiva antologica britannica prodotta dalla ABC Weekend TV e trasmessa dalla ITV nel 1957. Ogni episodio è introdotto da Donald Wolfit.
Dei 20 episodi realizzati, solo due sono ancora esistenti.

## Episodi
| Stagione       | Episodi | Prima TV Regno Unito |
| -------------- | ------- | -------------------- |
| Stagione unica | 20      | 1957                 |